# Pilea stenophylla
Pilea stenophylla es una especie de planta del género Pilea, perteneciente a la familia Urticaceae.

## Taxonomía
Pilea stenophylla fue descrita por Ignatz Urban en 1922.

## Distribución
Se encuentra en el territorio de República Dominicana y Haití.